# Craponne
Craponne – miejscowość i gmina we Francji, w regionie Owernia-Rodan-Alpy, w departamencie Rodan.
Według danych na rok 1990 gminę zamieszkiwało 7048 osób, a gęstość zaludnienia wynosiła 1526 osób/km² (wśród 2880 gmin regionu Rodan-Alpy Craponne plasuje się na 114. miejscu pod względem liczby ludności, natomiast pod względem powierzchni na miejscu 1546.).